# Geórgios Papandreu
|  | Aquest article tracta sobre un Primer Ministre de Grècia del segle xx. Si cerqueu el Primer Ministre de Grècia entre 2009 i 2011, el seu net, vegeu «Geórgios Andreas Papandreu». |

Geórgios Papandreu (en grec: Γεώργιος Παπανδρέου) (Patres, 18 de febrer de 1888 - Atenes, 1 de novembre de 1968) fou un economista i polític grec, que va fundar el partit socialista democràtic i que va exercir en diverses ocasions la tasca de primer ministre d'aquest país. Geórgios Andreas Papandreu, Primer Ministre de Grècia entre 2009 i 2011, era el seu net.

## Vida política
Des de jove va participar en política donant suport el líder liberal Elevthérios Venizelos, que el va nomenar governador de Lesbos després de la I Guerra Balcànica de 1912. Entre 1923 i 1933 va ser diverses vegades ministre i el 1935 va fundar el partit socialista democràtic; es va expatriar durant el règim de Ioannis Metaxàs (1936-1941) i a la seva tornada a Grècia va ser enviat a presó pels ocupants italians (1942-1944) però va aconseguir evadir-se i va presidir el Govern grec a l'estranger. Una vegada cessada l'ocupació del seu país es va posar al capdavant del Govern d'unió nacional (1944-1945); va ser després ministre de l'Interior (1947), viceprimer ministre i ministre d'Ordre Públic (1950-1951), fins a la seva derrota en les eleccions. Posteriorment es va adherir al partit liberal, del que primer va ser cap adjunt (1953) i després, en retirar-se M. Venizelos (1954), va ocupar la seva direcció. El novembre de 1963 va tornar a ser nomenat cap de Govern, però va dimitir als pocs dies i després del triomf de la Unió del Centre en les eleccions de febrer de 1964, va acceptar la presidència del nou Govern. El 15 de juliol de 1965 va dimitir com a primer ministre per discrepàncies amb el rei. Entre abril i octubre de l'any 1967 va romandre sota arrest domiciliari.

## Obres
Entre les seves nombroses obres polítiques es poden esmentar:
- El futur de Grècia
- Alliberament de Grècia

## Vida personal
S'havia casat amb Sofia Minejko, una dona polonesa amb qui van ser pares d'Andreas Papandreu, posterior Primer Ministre de Grècia. Més endavant es casaria de nou, aquesta vegada amb l'actriu Cybele Adrianou.